# 提堤俄斯的惩罚
《提堤俄斯的惩罚》（義大利語：La punizione di Tizio）是意大利文艺复兴时期米开朗基罗的素描作品。

## 托马索·德尔·卡瓦列里
《提堤俄斯的惩罚》是米开朗基罗送给托马索·德尔·卡瓦列里的几幅展示画之一。卡瓦列里是一位年轻的罗马贵族，从1532年到1564年米开朗基罗去世，他一直是米开朗基罗的密友 
。
由于两人间有大量的信件往来，他们的关系一直受到学者们的推敲。米开朗基罗除了写很多信给卡瓦列里以外，还赠送了诗歌和此画作。在他写给卡瓦列里的许多十四行诗中，米开朗基罗提到了他对年轻贵族的“无法估量的爱”；他甚至用使用卡瓦列里的名字的双关语来形容他的感情，说：“我被一个武装的骑士俘虏了”。